# Akribie
Akribie (z řeckého akribés, akribeia) znamená pečlivost, důkladnost, úzkostlivou přesnost, zejména ve vědeckém zacházení se skutečnostmi a texty. Proto se hovoří o vědecké akribii, zejména v historii, archeologii, lingvistice a podobných oborech, kde pak znamená i spolehlivost vědeckého díla.